# Territorio de Colima
Colima fue un territorio federal de México, administrado por la federación hasta que fue admitido como estado en 1857.

## Historia
Colima era un partido de la intendencia de Guadalajara (antes la provincia de Nueva Galicia) hasta la consumación de la independencia de México en 1821. Con la caída del efímero Primer Imperio Mexicano, las provincias comenzaron a redactar constituciones para formar una federación, los Estados Unidos Mexicanos. El 20 de junio de 1823, el coronel Anastacio Brizuela, comandante de la 21 división de milicias del Sur, acordó con el ayuntamiento de la ciudad de Colima y los vecinos de esta población la segregación del partido de la intendencia de Guadalajara. Con la promulgación de la Constitución Federal de los Estados Unidos Mexicanos de 1824, Colima recibió la categoría de territorio federal, separándose así formalmente de la intendencia de Guadalajara, la cual se integró a la federación como estado con el nombre de Jalisco. Finalmente en 1857, con la promulgación de la Segunda Constitución Federal de México, Colima se integró como "estado libre y soberano".